# Robert Hauser (Jurist)
Robert Hauser (* 18. Februar 1921; † 11. April 2011) war ein Schweizer Rechtswissenschaftler.

## Leben
Ab 1940 studierte er Rechtswissenschaften an der Universität Zürich und promovierte 1945 dort in Verfahrensrecht. 1969 habilitierte er sich an der rechts- und staatswissenschaftlichen Fakultät der Universität Bern mit einer Arbeit über den Zeugenbeweis und erhielt am 5. März 1970 die Venia docendi für Allgemeines Strafrecht und Strafprozessrecht. Er lehrte an der Hochschule St. Gallen und an der Universität Zürich.

## Schriften (Auswahl)
- Das Expropriationsverfahren nach zürcherischem und eidgenössischem Recht. (Unter Berücksichtigung der übrigen kantonalen Rechte). 1946, OCLC 884533901.
- Der Zeugenbeweis im Strafprozess mit Berücksichtigung des Zivilprozesses. Zürich 1974, ISBN 3-7255-1562-X.
- mit Erhard Schweri: Kommentar zum zürcherischen Gerichtsverfassungsgesetz. Vom 13. Juni 1976 mit den seitherigen Änderungen. Zürich 2002, ISBN 3-7255-4272-4.
- mit Karl Hartmann und Erhard Schweri: Schweizerisches Strafprozessrecht. Basel 2005, ISBN 3-7190-2308-7.